# Epiplema praeflorata
Epiplema praeflorata är en fjärilsart som beskrevs av Heinrich Benno Möschler 1886. Epiplema praeflorata ingår i släktet Epiplema och familjen Uraniidae. Inga underarter finns listade i Catalogue of Life.